# Cottus petiti
Cottus petiti is een endemische vis die alleen voorkomt in het brongebied van het rivertje de Lez, in de buurt van Montpellier (Frankrijk). De introductie van Cottus gobio in dit brongebied zou tot uitsterven van deze soort kunnen leiden. Echter, DNA-onderzoek zou erop kunnen wijzen dat dit geen echte soort is die wezenlijk verschilt van C. gobio.
Deze vissoort behoort tot de 15 in Europa voorkomende soorten uit het geslacht Cottus. Dit zijn zoetwatervissen uit een familie van zowel zoet- als zoutwatervissen, de donderpadden.